# Malaysia Open 1990
Die Malaysia Open 1990 im Badminton fanden vom 11. bis zum 15. Juli 1990 in Kuala Lumpur statt. Das Preisgeld betrug 165.000 US-Dollar, wodurch erstmals 6 Sterne für ein Grand-Prix-Turnier vergeben wurden.

## Sieger und Platzierte
| Disziplin    | Gold                           | Silber                     | Bronze                               |
| ------------ | ------------------------------ | -------------------------- | ------------------------------------ |
| Herreneinzel | Rashid Sidek                   | Foo Kok Keong              | Ardy Wiranata                        |
| Herreneinzel | Rashid Sidek                   | Foo Kok Keong              | Alan Budikusuma                      |
| Dameneinzel  | Huang Hua                      | Lee Jung-mi                | Lee Young-suk                        |
| Dameneinzel  | Huang Hua                      | Lee Jung-mi                | Chen Ying                            |
| Herrendoppel | Kim Moon-soo Park Joo-bong     | Jalani Sidek Razif Sidek   | Chen Hongyong Chen Kang              |
| Herrendoppel | Kim Moon-soo Park Joo-bong     | Jalani Sidek Razif Sidek   | Cheah Soon Kit Soo Beng Kiang        |
| Damendoppel  | Chung Myung-hee Chung So-young | Lai Caiqin Yao Fen         | Erma Sulistianingsih Rosiana Tendean |
| Damendoppel  | Chung Myung-hee Chung So-young | Lai Caiqin Yao Fen         | Nong Qunhua Wu Yuhong                |
| Mixed        | Park Joo-bong Chung Myung-hee  | Jan Paulsen Gillian Gowers | Pär-Gunnar Jönsson Gillian Clark     |
| Mixed        | Park Joo-bong Chung Myung-hee  | Jan Paulsen Gillian Gowers | Jan-Eric Antonsson Maria Bengtsson   |

## Finalergebnisse
| Disziplin    | Sieger                         | Finalist                   | Ergebnis          |
| ------------ | ------------------------------ | -------------------------- | ----------------- |
| Herreneinzel | Rashid Sidek                   | Foo Kok Keong              | 18-17, 15-6       |
| Dameneinzel  | Huang Hua                      | Lee Jung-mi                | 11-3, 7-11, 11-1  |
| Herrendoppel | Park Joo-bong Kim Moon-soo     | Razif Sidek Jalani Sidek   | 15-4, 13-15, 15-4 |
| Damendoppel  | Chung Myung-hee Chung So-young | Lai Caiqin Yao Fen         | 7-15, 15-9, 15-9  |
| Mixed        | Park Joo-bong Chung Myung-hee  | Jan Paulsen Gillian Gowers | 15-12, 15-1       |

## Ergebnisse

### Herreneinzel Qualifikation
- Pei Wee Chung –  Vikram Singh: 15-2 / 15-13
- Jeroen Steffers –  Lo Ah Heng: 17-16 / 15-7
- Pulsak Thewarangsee –  Hansjuerg Aebi: 15-6 / 15-1
- Lin Wei-chen –  Eddeeza Saha: 15-9 / 15-5
- Chan Kin Ngai –  Arne Rungi: 15-5 / 15-1
- Vinod Kumar –  Kantharoopan Ponniah: 16-18 / 15-6 / 15-7
- Thiam Weng Yap –  Julian Robertson: 6-15 / 15-8 / 15-9
- Robert Liljequist –  K. Sivakumar: 15-7 / 15-12
- Takahiro Suka –  Abhichat Khongchan: 15-3 / 15-8
- Abdul Malek –  Darren Macvicar: 9-15 / 15-5 / 15-6
- Koo Yong Chut –  You Kok Kiong: 10-15 / 15-7 / 15-1
- Christian Ljungmark –  Jun Chuan Wong: 15-6 / 10-15 / 15-11
- Indrajit Mukherjee –  Thanakorn Singkaew: 15-8 / 15-8
- Tony Tuominen –  Devendran: 15-5 / 15-6
- Lin Shyau-hsin –  Khunakorn Sudhisodhi: 15-9 / 15-1
- Aritra Nandi –  Chong Liang Yow: 15-3 / 15-7
- Muralidesan Krishnamurthy –  Ernesto de la Torre: 18-15 / 15-2
- Yee Yoon Yang –  Ng Liang Hua: 15-9 / 15-12
- Li Jian –  Koh Leng Kang: 15-10 / 15-8
- Jesper Olsson –  Pei Wee Chung: 15-13 / 15-9
- Jeroen Steffers –  Pulsak Thewarangsee: 15-10 / 15-8
- Lin Wei-chen –  Chan Kin Ngai: 11-15 / 15-9 / 15-6
- Fernando de la Torre –  Jorge Rodríguez: 15-3 / 15-6
- Thiam Weng Yap –  Teng Swee Chan: 15-11 / 9-15 / 15-9
- Takahiro Suka –  Robert Liljequist: 15-2 / 5-1
- Koo Yong Chut –  Abdul Malek: 9-15 / 15-8 / 15-6
- Indrajit Mukherjee –  Christian Ljungmark: 15-1 / 15-4
- Ong Ewe Hock –  Chris Hunt: 15-13 / 15-2
- Lin Shyau-hsin –  Tony Tuominen: 15-4 / 15-10
- Aritra Nandi –  Pang Cheh Chang: 15-6 / 15-6
- Muralidesan Krishnamurthy –  Grazio Fanelli: 15-6 / 15-6
- Yee Yoon Yang –  Peter Blackburn: 15-6 / 15-5
- Li Jian –  Jesper Olsson: 15-7 / 15-5
- Lin Wei-chen –  Jeroen Steffers: 17-14 / 18-14
- Vinod Kumar –  Fernando de la Torre: 14-17 / 15-6 / 15-8
- Thiam Weng Yap –  Narin Rungbanapan: 15-11 / 15-13
- Takahiro Suka –  Koo Yong Chut: 15-9 / 15-9
- Indrajit Mukherjee –  Ong Ewe Hock: 15-4 / 15-3
- Lin Shyau-hsin –  Aritra Nandi: 15-7 / 15-6
- Muralidesan Krishnamurthy –  Yee Yoon Yang: 15-11 / 15-5

### Herreneinzel
- Jens Olsson –  Yong Hock Kin: 15-4 / 15-0
- Paul Stevenson –  Arild Langnes: 15-0 / 15-3
- Surachai Makkasasithorn –  Kai Wui Shim: 15-10 / 15-1
- Liu En-hung –  Lin Wei-chen: 8-15 / 17-14 / 15-3
- Lee Kwang-jin –  Kee Cheong Chong: 15-5 / 15-4
- Fumihiko Machida –  Pang Chen: 10-15 / 15-6 / 15-7
- Wan Zhengwen –  Vinod Kumar: 15-11 / 15-7
- Sompol Kukasemkij –  Nam Chul-hwan: 15-7 / 8-15 / 15-12
- Pontus Jäntti –  Shaw Loong Chin: 15-3 / 15-7
- Wong Tat Meng –  Rajeev Bagga: 15-5 / 15-11
- Thomas Althaus –  Thiam Weng Yap: 15-9 / 15-4
- Kwan Yoke Meng –  Takahiro Suka: 15-1 / 15-7
- Lioe Tiong Ping –  Rikard Magnusson: 15-6 / 15-12
- Chen Rong –  Choi Sang-bum: 15-7 / 15-2
- Koji Miya –  Darren Hall: 15-8 / 15-11
- Mustaffa Ali –  Indrajit Mukherjee: 15-2 / 15-6
- Hamid Khan –  Chan Wing Kit: 15-11 / 15-7
- Rashid Sidek –  Harjeet Singh: 15-1 / 15-2
- Wong Ewee Mun –  Lin Shyau-hsin: 15-8 / 18-13
- Anders Nielsen –  Peter Axelsson: 11-15 / 15-6 / 15-6
- Pan Teng –  Vimal Kumar: 2-15 / 15-11 / 15-9
- Ardy Wiranata –  Jyri Aalto: 15-6 / 15-8
- Heryanto Arbi –  Wei Yan: 17-18 / 15-13 / 15-9
- Vacharapan Khamthong –  Hideaki Motoyama: 18-13 / 15-4
- Morten Frost –  Lee Mou-chou: 15-3 / 15-5
- Xiong Guobao –  Tse Bun: w.o.
- Hermawan Susanto –  Steve Butler: w.o.
- Li Jian –  Misbun Sidek: w.o.
- Foo Kok Keong –  Geenesh Dussain: w.o.
- Alan Budikusuma –  Praveen Kumar: w.o.
- Pramote Teerawiwatana –  Pär-Gunnar Jönsson: w.o.
- Muralidesan Krishnamurthy –  Ahn Jae-chang: w.o.
- Xiong Guobao –  Jens Olsson: 15-6 / 15-10
- Hermawan Susanto –  Li Jian: 15-6 / 15-11
- Foo Kok Keong –  Paul Stevenson: 15-5 / 15-7
- Liu En-hung –  Surachai Makkasasithorn: 15-9 / 7-15 / 15-1
- Alan Budikusuma –  Lee Kwang-jin: 15-3 / 15-11
- Wan Zhengwen –  Fumihiko Machida: 15-1 / 15-1
- Pontus Jäntti –  Sompol Kukasemkij: 18-17 / 15-9
- Wong Tat Meng –  Thomas Althaus: 15-8 / 15-0
- Kwan Yoke Meng –  Lioe Tiong Ping: 15-7 / 15-5
- Chen Rong –  Koji Miya: 15-0 / 15-7
- Mustaffa Ali –  Pramote Teerawiwatana: 15-4 / 17-14
- Rashid Sidek –  Hamid Khan: 15-5 / 15-2
- Wong Ewee Mun –  Anders Nielsen: 15-5 / 10-15 / 15-6
- Ardy Wiranata –  Pan Teng: 15-5 / 15-12
- Heryanto Arbi –  Muralidesan Krishnamurthy: 15-3 / 15-6
- Morten Frost –  Vacharapan Khamthong: 15-12 / 8-15 / 15-4
- Hermawan Susanto –  Xiong Guobao: 8-13 / 1-0 / 1-0
- Foo Kok Keong –  Liu En-hung: 15-8 / 15-1
- Alan Budikusuma –  Wan Zhengwen: 15-9 / 15-3
- Wong Tat Meng –  Pontus Jäntti: 15-9 / 15-6
- Kwan Yoke Meng –  Chen Rong: 12-15 / 15-3 / 15-5
- Rashid Sidek –  Mustaffa Ali: 15-4 / 15-3
- Ardy Wiranata –  Wong Ewee Mun: 15-8 / 15-2
- Heryanto Arbi –  Morten Frost: 15-9 / 9-15 / 15-4
- Foo Kok Keong –  Hermawan Susanto: 15-12 / 4-15 / 15-8
- Alan Budikusuma –  Wong Tat Meng: 12-15 / 15-2 / 15-8
- Rashid Sidek –  Kwan Yoke Meng: 15-6 / 15-9
- Ardy Wiranata –  Heryanto Arbi: 15-5 / 15-4
- Foo Kok Keong –  Alan Budikusuma: 15-8 / 15-6
- Rashid Sidek –  Ardy Wiranata: 15-8 / 15-10
- Rashid Sidek –  Foo Kok Keong: 18-17 / 15-6

### Dameneinzel Qualifikation
- Michiko Sasaki –  Lee Hoong Puan: 6-11 / 11-8 / 11-2
- Chen Ying –  Kuak Seok Choon: 11-4 / 11-5
- Shon Hye-joo –  María de la Paz Luna Félix: 11-6 / 11-3
- Lin Yanfen –  Elke Drews: 11-1 / 11-0
- Penpanor Klangthamnium –  Wong Mee Hung: 11-5 / 11-4
- Hwa Jung-eun –  Yoke Foong Yang: 11-2 / 11-3
- Huang Ying –  Bettina Villars: 11-0 / 11-4
- Chen Hsiao-li –  Michiko Sasaki: 11-8 / 11-3
- Haruko Yachi –  Astrid Crabo: 8-11 / 12-9 / 11-6
- Lisa Campbell –  Monica Ting: 11-4 / 11-5
- Chan Man Wa –  Ladawan Mulasartsatorn: 11-6 / 11-7
- Remember Ngo –  Charmaine Reid: 11-3 / 11-3
- Chen Ying –  Sarah Gibbings: 11-0 / 11-3
- Madhumita Bisht –  Shyu Yu-ling: 11-2 / 11-8
- Shon Hye-joo –  Mee Leng Chong: 11-6 / 11-4
- Plernta Boonyarit –  Martine Hennequin: 11-0 / 11-2
- Lin Yanfen –  Tokiko Hirota: 11-0 / 11-2
- Thananya Phanachet –  Zamaliah Sidek: 11-2 / 11-1
- Feng Li –  Indra Gandi: 11-3 / 12-11
- Lee Jung-mi –  Leong Yeng Cheng: 11-3 / 11-4
- Hwa Jung-eun –  Penpanor Klangthamnium: 11-4 / 11-1
- Huang Ying –  Chen Hsiao-li: 11-3 / 11-4
- Lisa Campbell –  Haruko Yachi: 11-8 / 11-6
- Chan Man Wa –  Remember Ngo: 11-12 / 11-2 / 11-6
- Chen Ying –  Madhumita Bisht: 8-11 / 11-8 / 11-1
- Shon Hye-joo –  Plernta Boonyarit: 11-5 / 11-1
- Lin Yanfen –  Thananya Phanachet: 7-11 / 11-1 / 11-1
- Lee Jung-mi –  Feng Li: 11-8 / 11-5

### Dameneinzel
- Huang Hua –  Tan Mei Chuan: 11-3 / 11-2
- Hwa Jung-eun –  Erica van den Heuvel: 11-3 / 11-1
- Zhou Qianmin –  Fiona Elliott: 11-2 / 11-4
- Huang Ying –  Jaroensiri Somhasurthai: 11-5 / 11-1
- Lee Young-suk –  Tan Sui Hoon: 5-11 / 11-5 / 11-3
- Sarwendah Kusumawardhani –  Lisa Campbell: 11-5 / 11-1
- Yao Fen –  Rhonda Cator: 12-10 / 11-3
- Chen Ying –  Helen Troke: 11-4 / 11-7
- Lee Heung-soon –  Christine Magnusson: 11-2 / 11-2
- Shon Hye-joo –  Anna Lao: 12-10 / 4-11 / 11-8
- Shi Xiaohui –  Lim Siew Choon: 11-4 / 11-5
- Lilik Sudarwati –  Lin Yanfen: 11-7 / 12-9
- Eline Coene –  Yuko Koike: 12-11 / 11-3
- Lee Jung-mi –  Ye Zhaoying: 11-4 / 11-5
- Susi Susanti –  Pornsawan Plungwech: 11-5 / 11-1
- Chan Man Wa –  Lim Xiaoqing: w.o.
- Huang Hua –  Hwa Jung-eun: 11-5 / 11-0
- Huang Ying –  Zhou Qianmin: 11-1 / 11-2
- Lee Young-suk –  Sarwendah Kusumawardhani: 11-6 / 10-12 / 11-3
- Yao Fen –  Chan Man Wa: 11-5 / 12-11
- Chen Ying –  Lee Heung-soon: 11-6 / 12-10
- Shon Hye-joo –  Shi Xiaohui: 12-10 / 10-12 / 11-7
- Lilik Sudarwati –  Eline Coene: 11-1 / 11-2
- Lee Jung-mi –  Susi Susanti: 4-11 / 11-6 / 11-7
- Huang Hua –  Huang Ying: 11-6 / 11-8
- Lee Young-suk –  Yao Fen: 11-8 / 9-11 / 11-5
- Chen Ying –  Shon Hye-joo: 7-11 / 11-4 / 11-3
- Lee Jung-mi –  Lilik Sudarwati: 11-7 / 11-7
- Huang Hua –  Lee Young-suk: 11-3 / 11-6
- Lee Jung-mi –  Chen Ying: 0-11 / 11-6 / 11-2
- Huang Hua –  Lee Jung-mi: 15-3 / 7-15 / 15-1

### Herrendoppel
- Huang Yi /  Li Jian –  Cheow Kheng Khaw /  Thomas Teh: 15-10 / 16-18 / 15-2
- Rudy Gunawan /  Dicky Purwotjugiono –  Thomas Althaus /  Jorge Rodríguez: 15-4 / 15-7
- Vinod Kumar /  Uday Pawar –  Wee Chan Leong /  Tan Kim Soon: 15-4 / 15-6
- Chaiwat Chalermpusitarak /  Surachai Makkasasithorn –  Chan Wing Kit /  Ng Liang Hua: 15-8 / 15-5
- Christian Ljungmark /  Rikard Magnusson –  Koh Leng Kang /  You Kok Kiong: 15-2 / 15-3
- Hideaki Motoyama /  Takahiro Suka –  Jesper Olsson /  Jeroen Steffers: 12-15 / 15-3 / 15-3
- Narin Rungbanapan /  Narong Rungbanapan –  Chris Hunt /  Julian Robertson: 15-3 / 15-12
- Ricky Subagja /  Nunung Mudijanto –  Khunakorn Sudhisodhi /  Pulsak Thewarangsee: 15-7 / 15-5
- Chan Chi Choi /  Ng Pak Kum –  Ong Ewe Hock /  Cheh Seng Pang: 15-6 / 15-4
- Lee Kwang-jin /  Shon Jin-hwan –  Ernesto de la Torre /  Fernando de la Torre: 15-2 / 15-8
- Kee Cheong Chong /  Yong Hock Kin –  Chan Kin Ngai /  Tse Bun: 15-6 / 15-8
- Shaw Loong Chin /  Pang Cheh Chang –  Hansjuerg Aebi /  Grazio Fanelli: 15-2 / 15-7
- Siripong Siripool /  Pramote Teerawiwatana –  Fumihiko Machida /  Koji Miya: 15-18 / 15-5 / 15-5
- Cheng Yeone-cChyuan /  Liao Wei-chieh –  Hock Leong Lee /  Hock Su Lee: 15-13 / 15-9
- Peter Axelsson /  Jens Olsson –  Peter Blackburn /  Paul Stevenson: 15-8 / 8-15 / 15-5
- Teng Swee Chan /  Seng Yeow Ong –  Darren Macvicar /  Arne Rungi: 12-15 / 15-2 / 15-0
- He Xiangyang /  Jiang Guoliang –  Rajeev Bagga /  Vikram Singh: 15-7 / 15-12
- Sai Foh Lee /  Yin Leong Lim –  Hamid Khan /  Chong Liang Yow: 15-5 / 15-11
- Tan Kim Her /  Yap Kim Hock –  Gilles Allet /  Stellio Chung Teean Chiong: w.o.
- Davincy Saha /  Eddeeza Saha –  Jyri Aalto /  Robert Liljequist: w.o.
- Ko Hsin-ming /  Yang Shih-jeng –  Ahn Jae-chang /  Nam Chul-hwan: w.o.
- Imay Hendra /  Bagus Setiadi –  Geenesh Dussain /  Jean-Michel Duverge: w.o.
- Pontus Jäntti /  Tony Tuominen –  Abhichat Khongchan /  Thanakorn Singkaew: w.o.
- Kim Moon-soo /  Park Joo-bong –  Huang Yi /  Li Jian: 15-2 / 15-2
- Vinod Kumar /  Uday Pawar –  Rudy Gunawan /  Dicky Purwotjugiono: 7-15 / 15-13 / 15-6
- Huang Zhanzhong /  Zheng Yumin –  Chaiwat Chalermpusitarak /  Surachai Makkasasithorn: 17-15 / 17-18 / 15-11
- Tan Kim Her /  Yap Kim Hock –  Christian Ljungmark /  Rikard Magnusson: 15-8 / 15-8
- Cheah Soon Kit /  Soo Beng Kiang –  Hideaki Motoyama /  Takahiro Suka: 15-5 / 15-3
- Narin Rungbanapan /  Narong Rungbanapan –  Davincy Saha /  Eddeeza Saha: 15-5 / 15-8
- Ricky Subagja /  Nunung Mudijanto –  Jan-Eric Antonsson /  Pär-Gunnar Jönsson: 15-11 / 8-15 / 17-14
- Ko Hsin-ming /  Yang Shih-jeng –  Chan Chi Choi /  Ng Pak Kum: 5-15 / 15-2 / 15-11
- Lee Kwang-jin /  Shon Jin-hwan –  Kee Cheong Chong /  Yong Hock Kin: 15-0 / 15-1
- Ong Ewe Chye /  Rahman Sidek –  Shaw Loong Chin /  Pang Cheh Chang: 15-10 / 15-6
- Siripong Siripool /  Pramote Teerawiwatana –  Cheng Yeone-cChyuan /  Liao Wei-chieh: 17-14 / 15-4
- Chen Hongyong /  Chen Kang –  Imay Hendra /  Bagus Setiadi: 15-7 / 15-7
- Peter Axelsson /  Jens Olsson –  Teng Swee Chan /  Seng Yeow Ong: 15-1 / 15-11
- He Xiangyang /  Jiang Guoliang –  Jan Paulsen /  Henrik Svarrer: 15-11 / 15-4
- Sai Foh Lee /  Yin Leong Lim –  Pontus Jäntti /  Tony Tuominen: 15-13 / 15-10
- Jalani Sidek /  Razif Sidek –  Beelall Bhurtun /  Édouard Clarisse: w.o.
- Kim Moon-soo /  Park Joo-bong –  Vinod Kumar /  Uday Pawar: 15-6 / 15-6
- Huang Zhanzhong /  Zheng Yumin –  Tan Kim Her /  Yap Kim Hock: 15-13 / 15-4
- Cheah Soon Kit /  Soo Beng Kiang –  Narin Rungbanapan /  Narong Rungbanapan: 15-1 / 15-9
- Ko Hsin-ming /  Yang Shih-jeng –  Ricky Subagja /  Nunung Mudijanto: 18-15 / 5-15 / 5-3
- Ong Ewe Chye /  Rahman Sidek –  Lee Kwang-jin /  Shon Jin-hwan: 12-15 / 15-2 / 15-7
- Chen Hongyong /  Chen Kang –  Siripong Siripool /  Pramote Teerawiwatana: 15-9 / 15-6
- He Xiangyang /  Jiang Guoliang –  Peter Axelsson /  Jens Olsson: 15-5 / 18-13
- Jalani Sidek /  Razif Sidek –  Sai Foh Lee /  Yin Leong Lim: 15-0 / 15-1
- Kim Moon-soo /  Park Joo-bong –  Huang Zhanzhong /  Zheng Yumin: 15-4 / 15-5
- Cheah Soon Kit /  Soo Beng Kiang –  Ko Hsin-ming /  Yang Shih-jeng: 15-3 / 15-1
- Chen Hongyong /  Chen Kang –  Ong Ewe Chye /  Rahman Sidek: 17-16 / 18-13
- Jalani Sidek /  Razif Sidek –  He Xiangyang /  Jiang Guoliang: 15-4 / 15-4
- Kim Moon-soo /  Park Joo-bong –  Cheah Soon Kit /  Soo Beng Kiang: 15-5 / 15-3
- Jalani Sidek /  Razif Sidek –  Chen Hongyong /  Chen Kang: 9-15 / 15-3 / 15-4
- Kim Moon-soo /  Park Joo-bong –  Jalani Sidek /  Razif Sidek: 15-4 / 13-15 / 15-4

### Damendoppel
- Huang Ying /  Lin Yanfen –  Lee Hoong Puan /  Monica Ting: 15-2 / 15-1
- Tokiko Hirota /  Yuko Koike –  Kuak Seok Choon /  Zamaliah Sidek: 15-3 / 15-1
- Finarsih /  Eliza Nathanael –  Tan Mei Chuan /  Wong Mee Hung: 15-5 / 15-2
- Fiona Elliott /  Helen Troke –  Mee Leng Chong /  Yoke Foong Yang: 15-6 / 15-3
- Plernta Boonyarit /  Ladawan Mulasartsatorn –  Martine Hennequin /  Cathy Foo Kune: w.o.
- Chung Myung-hee /  Chung So-young –  Vandanah Seesurun /  Saroja Devi Yagambrun: 15-1 / 15-2
- Chen Hsiao-li /  Shyu Yu-ling –  Lisa Campbell /  Bettina Villars: 15-6 / 15-2
- Eline Coene /  Erica van den Heuvel –  Sarah Gibbings /  Charmaine Reid: 15-1 / 15-2
- Huang Ying /  Lin Yanfen –  Jaroensiri Somhasurthai /  Pornsawan Plungwech: 15-4 / 15-6
- Gillian Clark /  Gillian Gowers –  Hwa Jung-eun /  Shon Hye-joo: 15-6 / 15-8
- Tokiko Hirota /  Yuko Koike –  Feng Li /  Pan Li: 15-12 / 15-11
- Nong Qunhua /  Wu Yuhong –  Rhonda Cator /  Anna Lao: 15-8 / 15-10
- Finarsih /  Eliza Nathanael –  Penpanor Klangthamnium /  Thananya Phanachet: 15-3 / 17-14
- Lim Siew Choon /  Tan Sui Hoon –  Plernta Boonyarit /  Ladawan Mulasartsatorn: 15-2 / 18-13
- Lai Caiqin /  Yao Fen –  Kang Chia-yi /  Lin Hui-hsu: 15-11 / 15-11
- Chen Ying /  Sheng Wenqing –  Leong Yeng Cheng /  Norzaila Rosli: 15-1 / 15-1
- Maria Bengtsson /  Christine Magnusson –  Michiko Sasaki /  Haruko Yachi: 15-11 / 15-7
- Gil Young-ah /  Shim Eun-jung –  Fiona Elliott /  Helen Troke: 15-9 / 15-0
- Dorte Kjær /  Lotte Olsen –  Huang Hua /  Shi Xiaohui: 15-0 / 15-1
- Ye Zhaoying /  Zhou Qianmin –  Remember Ngo /  Angeline Ong: 15-4 / 15-4
- Erma Sulistianingsih /  Rosiana Tendean –  Astrid Crabo /  Elke Drews: 15-0 / 15-8
- Chung Myung-hee /  Chung So-young –  Chen Hsiao-li /  Shyu Yu-ling: 15-7 / 15-5
- Huang Ying /  Lin Yanfen –  Eline Coene /  Erica van den Heuvel: 6-15 / 15-15 / 18-16
- Gillian Clark /  Gillian Gowers –  Tokiko Hirota /  Yuko Koike: 15-8 / 15-3
- Nong Qunhua /  Wu Yuhong –  Finarsih /  Eliza Nathanael: 18-17 / 18-14
- Lai Caiqin /  Yao Fen –  Lim Siew Choon /  Tan Sui Hoon: 15-10 / 15-5
- Maria Bengtsson /  Christine Magnusson –  Chen Ying /  Sheng Wenqing: 10-15 / 15-1 / 15-6
- Dorte Kjær /  Lotte Olsen –  Gil Young-ah /  Shim Eun-jung: 15-0 / 15-1
- Erma Sulistianingsih /  Rosiana Tendean –  Ye Zhaoying /  Zhou Qianmin: 15-8 / 15-7
- Chung Myung-hee /  Chung So-young –  Huang Ying /  Lin Yanfen: 15-4 / 15-4
- Nong Qunhua /  Wu Yuhong –  Gillian Clark /  Gillian Gowers: 15-9 / 15-6
- Lai Caiqin /  Yao Fen –  Maria Bengtsson /  Christine Magnusson: 18-15 / 15-6
- Erma Sulistianingsih /  Rosiana Tendean –  Dorte Kjær /  Lotte Olsen: 17-14 / 15-5
- Chung Myung-hee /  Chung So-young –  Nong Qunhua /  Wu Yuhong: 15-2 / 15-5
- Lai Caiqin /  Yao Fen –  Erma Sulistianingsih /  Rosiana Tendean: 15-6 / 15-9
- Chung Myung-hee /  Chung So-young –  Lai Caiqin /  Yao Fen: 7-15 / 15-9 / 15-9

### Mixed
- Park Joo-bong /  Chung Myung-hee –  Grazio Fanelli /  Lim Siew Choon: 15-0 / 15-3
- Li Jian /  Pan Li –  Darren Macvicar /  Sarah Gibbings: 15-1 / 15-2
- Ricky Subagja /  Eliza Nathanael –  Vacharapan Khamthong /  Plernta Boonyarit: 15-9 / 15-6
- Henrik Svarrer /  Dorte Kjær –  Rikard Magnusson /  Astrid Crabo: 15-5 / 15-6
- Pär-Gunnar Jönsson /  Gillian Clark –  He Xiangyang /  Huang Ying: 15-6 / 15-10
- Ng Pak Kum /  Chan Man Wa –  Paul Stevenson /  Rhonda Cator: 15-2 / 11-15 / 15-12
- Finarsih /  Nunung Mudijanto –  Thomas Althaus /  Bettina Villars: 15-2 / 15-9
- Zheng Yumin /  Wu Yuhong –  Arne Rungi /  Charmaine Reid: 15-6 / 15-3
- Shon Jin-hwan /  Chung So-young –  Huang Yi /  Chen Ying: 15-4 / 18-14
- Siripong Siripool /  Ladawan Mulasartsatorn –  Choi Sang-bum /  Shim Eun-jung: 15-11 / 15-7
- Jesper Knudsen /  Lotte Olsen –  Jiang Guoliang /  Sheng Wenqing: 15-4 / 11-15 / 15-12
- Peter Blackburn /  Lisa Campbell –  Hansjuerg Aebi /  Elke Drews: 15-3 / 15-0
- Chen Hongyong /  Nong Qunhua –  Gilles Allet /  Martine Hennequin: w.o.
- Chen Kang /  Lai Caiqin –  Édouard Clarisse /  Cathy Foo Kune: w.o.
- Jan-Eric Antonsson /  Maria Bengtsson –  Jean-Michel Duverge /  Vandanah Seesurun: w.o.
- Park Joo-bong /  Chung Myung-hee –  Li Jian /  Pan Li: 15-0 / 15-3
- Chen Hongyong /  Nong Qunhua –  Ricky Subagja /  Eliza Nathanael: 17-14 / 12-15 / 18-13
- Pär-Gunnar Jönsson /  Gillian Clark –  Henrik Svarrer /  Dorte Kjær: 15-11 / 15-5
- Chen Kang /  Lai Caiqin –  Ng Pak Kum /  Chan Man Wa: 15-5 / 15-9
- Zheng Yumin /  Wu Yuhong –  Finarsih /  Nunung Mudijanto: 15-12 / 10-15 / 15-11
- Jan-Eric Antonsson /  Maria Bengtsson –  Shon Jin-hwan /  Chung So-young: 15-7 / 15-18 / 15-11
- Jesper Knudsen /  Lotte Olsen –  Siripong Siripool /  Ladawan Mulasartsatorn: 15-10 / 15-6
- Jan Paulsen /  Gillian Gowers –  Peter Blackburn /  Lisa Campbell: 15-5 / 15-4
- Park Joo-bong /  Chung Myung-hee –  Chen Hongyong /  Nong Qunhua: 15-3 / 15-5
- Pär-Gunnar Jönsson /  Gillian Clark –  Chen Kang /  Lai Caiqin: 13-18 / 15-3 / 15-5
- Jan-Eric Antonsson /  Maria Bengtsson –  Zheng Yumin /  Wu Yuhong: 15-12 / 15-5
- Jan Paulsen /  Gillian Gowers –  Jesper Knudsen /  Lotte Olsen: 18-17 / 15-8 / 15-3
- Park Joo-bong /  Chung Myung-hee –  Pär-Gunnar Jönsson /  Gillian Clark: 15-6 / 15-10
- Jan Paulsen /  Gillian Gowers –  Jan-Eric Antonsson /  Maria Bengtsson: 15-10 / 13-15 / 18-14
- Park Joo-bong /  Chung Myung-hee –  Jan Paulsen /  Gillian Gowers: 15-12 / 15-1